# Élection présidentielle américaine de 2016 dans l'État de New York
L'élection présidentielle américaine de 2016 dans l'État de New York a lieu le 8 novembre 2016 comme dans les 49 autres États qui composent les États-Unis ainsi que le district de Columbia. Les électeurs new-yorkais choisissent des grands électeurs pour les représenter dans le collège électoral à travers un vote populaire. L'État de New York dispose en 2016 de 29 grands électeurs. L'État donne l'ensemble de ses grands électeurs à la candidate du Parti démocrate, l'ancienne secrétaire d'État des États-Unis Hillary Clinton. 
Le candidat vainqueur de ce scrutin dans tout le pays sera néanmoins le candidat républicain Donald Trump, qui occupera la présidence des États-Unis du 20 janvier 2017 au 20 janvier 2021, date à laquelle Joe Biden lui succédera.